# Nationaal park Carlsbad Caverns
Nationaal park Carlsbad Caverns (Engels Carlsbad Caverns National Park) is een nationaal park en tevens werelderfgoed gelegen in de Guadalupe Mountains in de Amerikaanse staat New Mexico. Het park is vooral bekend vanwege de ondergrondse toeristische grotten. Deze grotten zijn voor toeristen op twee manieren te betreden; via de natuurlijke ingang en via een lift die meteen naar het 230 meter dieper gelegen gedeelte gaat.
Het park heeft twee registraties in het National Register of Historic Places: “The Caverns Historic District” en de “Rattlesnake Springs Historic District”. Ongeveer een derde van het park is gereserveerd als beschermd natuurgebied.
Het park wordt het drukst bezocht tijdens de weekenden na Independence Day en Memorial Day.

## Geschiedenis
Van jongs af aan verkende Jim White (1882 - 1946) de grotten in het park met een zelfgemaakte touwladder. De meeste mensen geloofden destijds nog niet in het bestaan van de grotten. White gaf de meeste kamers in de grotten hun naam, waaronder de Big Room, New Mexico Room, King's Palace, Queen's Chamber, Papoose Room, and Green Lake Room. Hij gaf ook de meeste kenmerkende formaties in de grot hun namen zoals de Totem Pole, Witch's Finger, Giant Dome, Bottomless Pit, Fairyland, Iceberg Rock, Temple of the Sun, en Rock of Ages.
Het plaatsje Carlsbad en de grotten zijn vernoemd naar Karlsbad in Tsjechië.

## De grotten
Het park bevat in totaal 116 grotten. Daarvan zijn enkel de Carlsbad Caverns en de Slaughter Canyon Cave open voor publiek. De Slaughter Canyon Cave is bovendien alleen te bezoeken via een georganiseerde tour onder leiding van een gids.
De Lechuguillagrot, die in 1986 werd ontdekt, is in kaart gebracht tot een diepte van 489 meter. Daarmee is het de diepste kalksteengrot in de Verenigde Staten.
De Carlsbad Caverns bevat onder ander de op een na grootste ondergrondse grotkamer ter wereld; de Big Room, een kalksteenkamer met een lengte van 1219 meter, een breedte van 190.5 meter en een hoogte van 107 meter.

## Andere attracties
In het park bevinden zich drie hikingroutes.
In een afgelegen stuk van het park bevindt zich een natuurlijke oase, waar onder andere 300 vogelsoorten leven. Dit maakt deze plek geliefd voor vogelspotters.

## Galerij

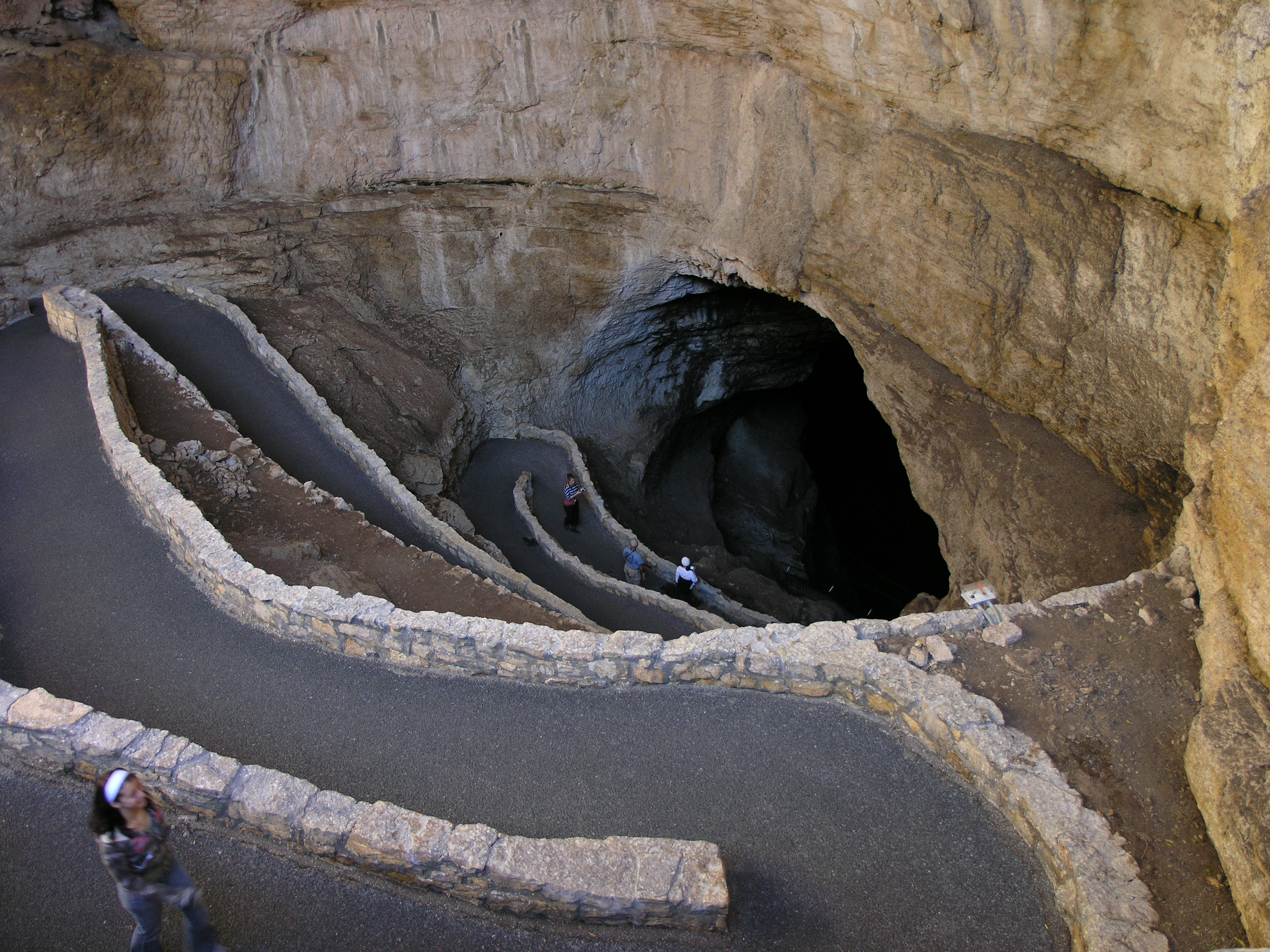
Natuurlijke toegang tot de grot
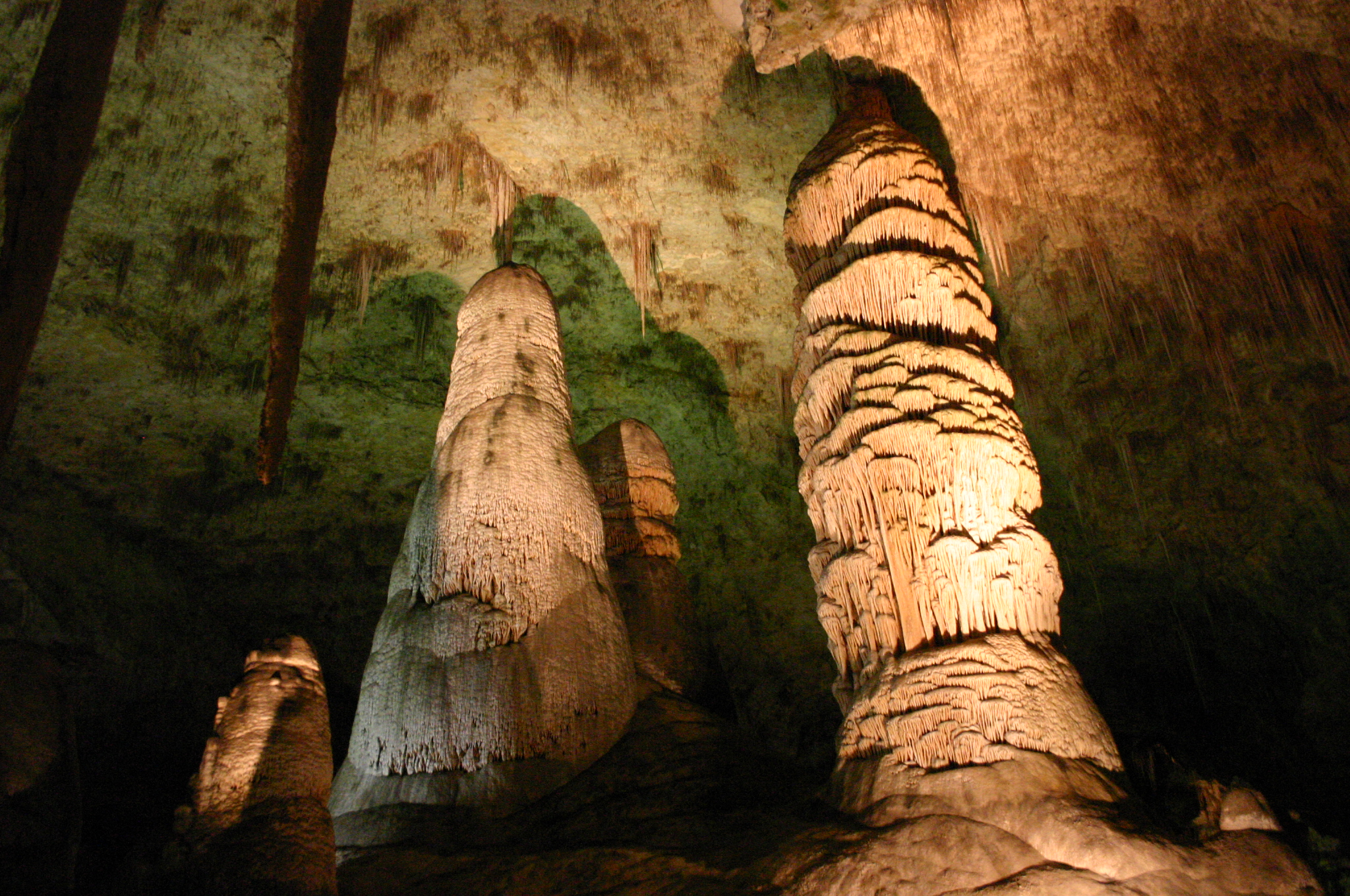
Stalagmieten in de Big Room
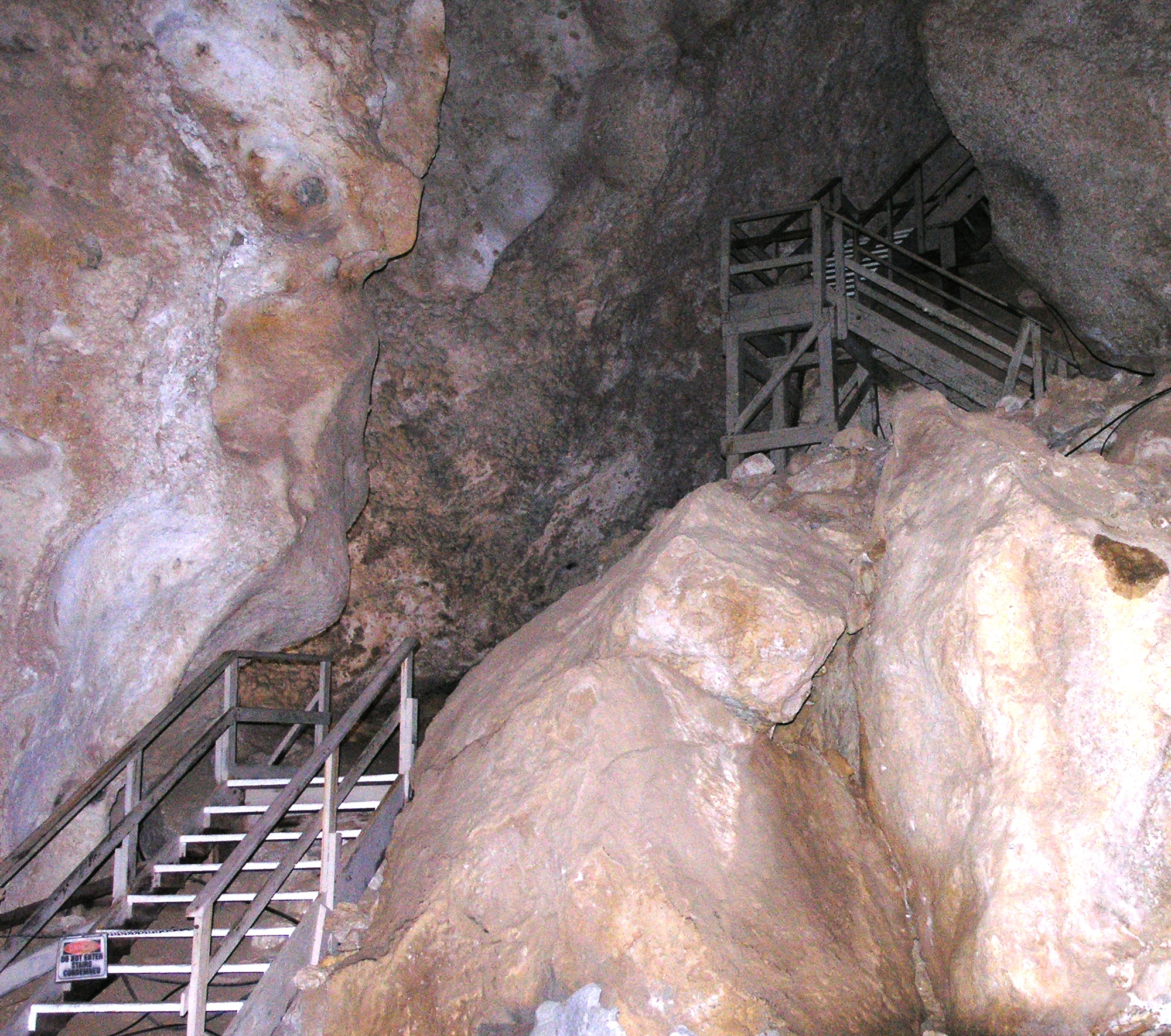
Enkele van de oudste trappen in de grot

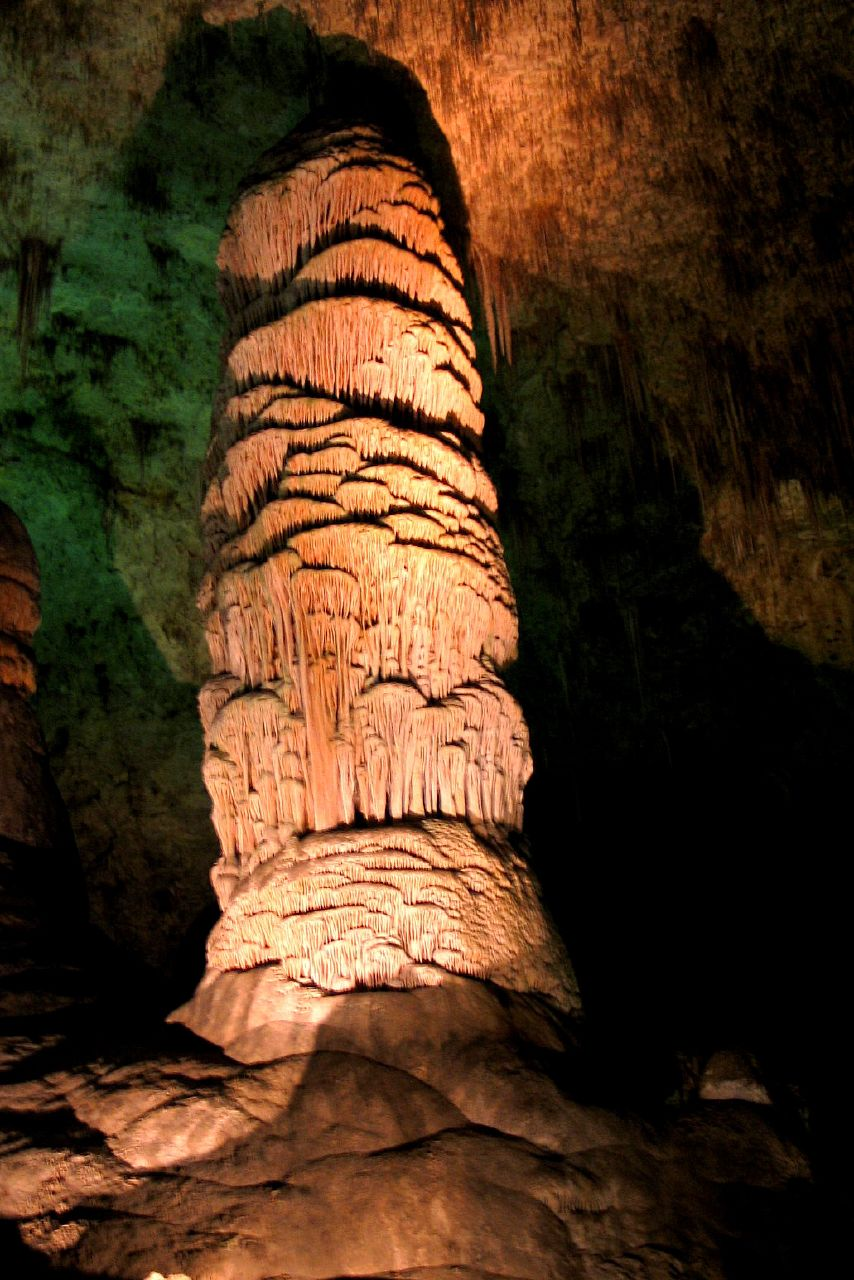
Closeup van stalagmieten
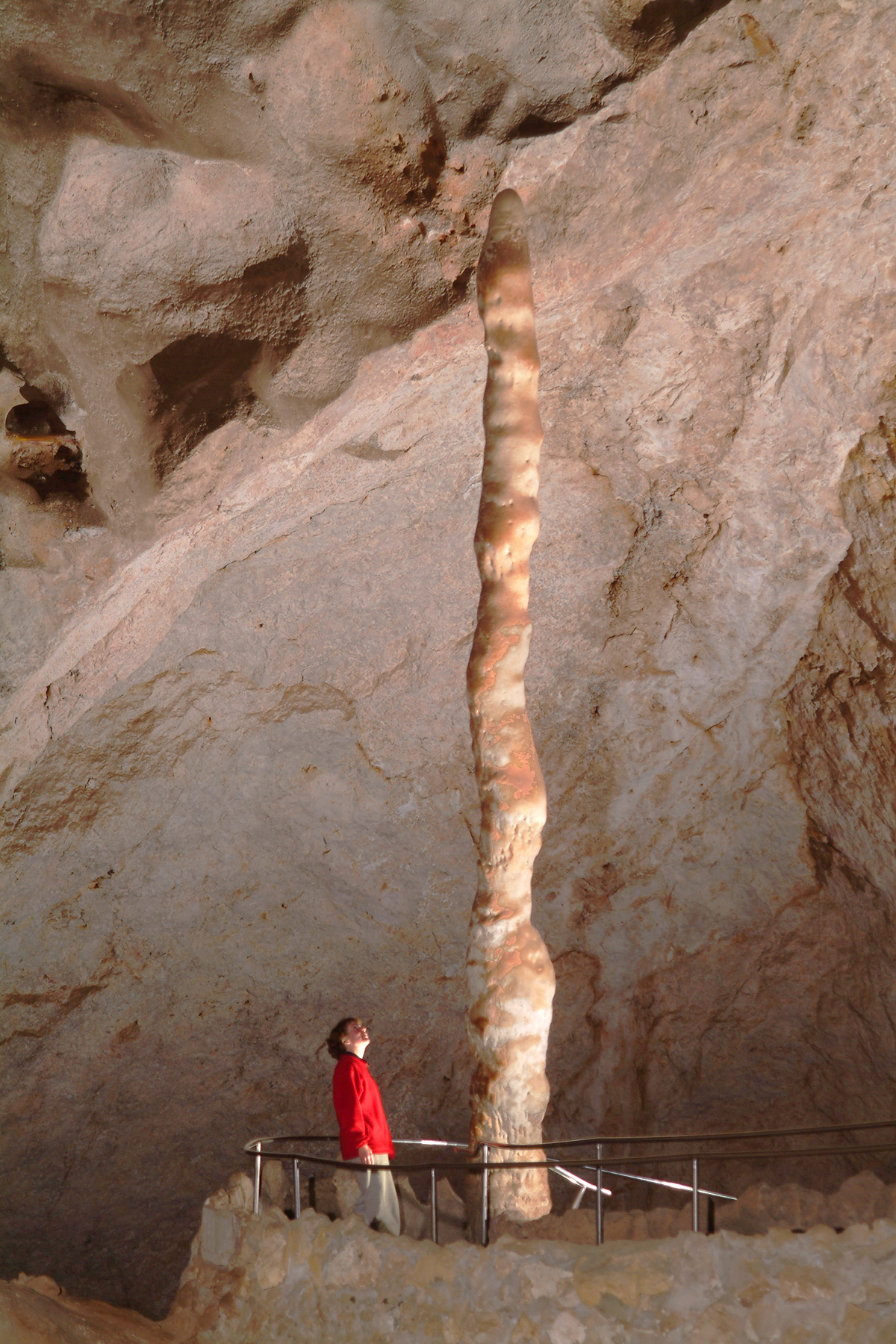
De "Witch's Finger"